# Agathia subdeleta
Agathia subdeleta är en fjärilsart som beskrevs av W. Warren 1896. Agathia subdeleta ingår i släktet Agathia och familjen mätare. Inga underarter finns listade i Catalogue of Life.